# Bağlar, Diyarbakır
Bağlar là một huyện thuộc tỉnh Diyarbakır, Thổ Nhĩ Kỳ., mật độ 63 người/km².